# Подлип'я (Носовська волость)
Подлип'я (рос. Подлипье) — присілок в Питаловському районі Псковської області Російської Федерації.
Населення становить 25 осіб. Входить до складу муніципального утворення Линовська волость.

## Історія
Від 2015 року входить до складу муніципального утворення Линовська волость.

## Населення
| 2001 | 2002 | 2010 |
| ---- | ---- | ---- |
| 19   | ↗20  | ↗25  |